# Мумтаз, Исмаил
Исмаил Мумтаз (перс. اسماعیل ممتازالدوله‎; 1879, Тебриз — 21 декабря 1933, Тегеран) — иранский государственный деятель, министр, юрист, один из основателей первого иранского парламента и четвёртый спикер парламента.

## Биография
Родился в 1880 году в Тебризе.
Умер от сердечного приступа в 1933 году в возрасте 53 лет. Провёл юность в родном городе, а затем отправился в Стамбул изучать право и совершенствовать навыки французского языка. В 1895 году вернулся в Иран, чтобы поступить на работу в Министерство иностранных дел и начать свою дипломатическую карьеру. В следующем году был снова отправлен в Стамбул, но на этот раз с дипломатической миссией, где он последовательно выполнял функции консула, а затем генерального консула Персии.
Под руководством премьер-министра Абдул Маджид Мирза Эйн од-Довла отвечал за перевод османского уголовного и гражданского процессуального кодекса с турецкого на персидский язык. Новый закон вступит в силу сразу после его обнародования королём.
Придерживался демократических взглядов и был связан с конституционалистами во время конституционной революции в Иране, которая привела к установлению конституционной монархии и созданию парламентской ассамблеи. Во время выборов представителей первого меджлиса, когда население Ирана не смогло договориться о кандидате, Исмаил был автоматически назначен депутатом от этого округа в этом собрании. Имея доступ к различным своим комиссиям, он сумел завоевать популярность и позиционировать себя как политик из умеренного клана. После отставки Мирзы Махмуд-хана Аламира был избран 26 апреля 1908 года на пост президента ассамблеи.
После нападения и бомбардировки здания ассамблеи по приказу Мохаммеда Али-шаха между умеренными и сторонниками жёсткой линии возникли большие разногласия. Во время этого нападения несколько депутатов были убиты или арестованы. Исмаил Мумтаз вместе с остальными сумел сбежать, а затем отправиться в изгнание за границу.
Во время нападения он позвонил королю, что выступает против таких методов, но разговор был прерван из-за разрушения телефонной станции парламента. Затем Исмаил Мумтаз предупредил членов ассамблеи о намерении короля арестовать парламентариев и разрушить здание. Именно тогда он в сопровождении некоторого количества депутатов сбежал в близлежащий парк, который внезапно был окружён армией. Несмотря на предпринятые солдатами обыски, ему удалось спрятаться и переночевать в парке. На следующий день при соучастии садовника он переоделся рабочим и сбежал в дом друга, прежде чем нашёл убежище во французском посольстве, а затем покинул иранскую территорию и отправился в изгнание во Францию. Статус политического беженца получил благодаря усилиям своего брата Самад-хана, тогдашнего посла Персии в Париже. Во время своего изгнания часто путешествовал между Парижем и Лондоном, где в качестве свергнутого президента ассамблеи участвовал в многочисленных пресс-конференциях, на которых осуждались злоупотребления и деспотизм Мохаммеда Али-шаха и его окружения. Его выступления были подхвачены европейской прессой и получили весьма положительный отклик. Во время этого изгнания он стал членом Ассоциации друзей Ирана, а затем согласился возглавить Ассоциацию иранцев, проживающих во Франции, а также Франко-персидскую ассоциацию в Париже. В то время он уже вёл активную агитацию с целью подготовить почву для восстания населения Исфахана, а также нападения на Тегеран повстанцев.
После захвата повстанцами Тегерана 13 июля 1909 года, победы конституционалистов и смещения Мохаммеда Али-шаха Исмаил Мумтаз вернулся в Иран, баллотировался на пост депутата и стал представителем провинции Иранский Азербайджан. Затем в кабинете Мирзы Махмуд-хана Аламира стал министром финансов, почты и телеграфа. В 1911 году Исмаил Мумтаз был переизбран президентом ассамблеи. В том же году он согласился возглавить министерство финансов в кабинете Мохаммад Вали-хана Толекабони, а затем министерство юстиции в кабинете Наджафа Коли-хан Бахтияри. В 1919 году яростно выступил против договора, недавно заключённого Мирзой Хасан-ханом Восуг од-Довла с британцами, которых он считал особенно неблагоприятными для Ирана. За что был отправлен в Кашан.
Также выступил против государственного переворота Резы-хана в 1922 году, в результате которого он оказался одним из 70 человек, арестованных по приказу Зиаеддина Табатабаи. Связи последнего с британцами были настолько тесными, что даже после окончания его политической карьеры в Иране, за которым последовало изгнание в Палестину, он, благодаря британской поддержке, был нанят правительством Афганистана в качестве советника. После свержения Зиаеддина Табатабаи был освобождён и снова стал министром национального образования в кабинете Ахмада Кавама.
Умер в 1933 году в возрасте 54 лет от ишемической болезни сердца.

## Семья
В браке с Агазаде Ханум имел пятерых детей.